# 奥村雅英
奥村 雅英（おくむら まさお、1936年7月5日 - ）は、日本の経営者。東海東京証券社長を務めた。

## 来歴・人物
岐阜県出身。1961年に慶應義塾大学商学部を卒業し、同年4月に東海銀行に入行。1988年6月に取締役に就任し、1990年6月に東海証券専務を経て、1994年6月には社長に就任し、1996年4月に発足した東海丸万証券や2000年10月に発足した東海東京証券でも社長を務めた。2005年3月には会長に就任。